# Balanerpeton woodi
Balanerpeton woodi (лат.) (от др.-греч. βᾰλᾰνεῖον — баня и ἑρπετόν — пресмыкающееся) — вид вымерших земноводных из отряда темноспондильных (Temnospondyli), живших во времена среднего карбона (336,0—326,4 млн лет назад), единственный в роде Balanerpeton.
Длина составляет 50 см (20 дюймов). Есть барабанная перепонка, нет боковой линии и жабр. Родовое название дано по месту первой находки, формации Bathgate Hills в Шотландии. Окаменелости были найдены в ограде поля, в камне из карьера Ист-Кирктон. Позже в том же карьере были найдены и другие окаменелости наземных четвероногих, среди которых Balanerpeton встречается наиболее часто.